# Grand Prix d'été de saut à ski 2023
Navigation
Édition précédente Édition suivante
L'édition 2023 du Grand Prix d'été de saut à ski se déroule du 29 juillet au 8 octobre 2023.

## Grand Prix masculin

### Calendrier individuel et podiums
| Date              | Lieu         | Épreuve | Vainqueur                        | Deuxième                         | Troisième                        |
| ----------------- | ------------ | ------- | -------------------------------- | -------------------------------- | -------------------------------- |
| 28 juillet 2023   | Hinterzarten | HS 133  | Annulé pour problèmes financiers | Annulé pour problèmes financiers | Annulé pour problèmes financiers |
| 30 juillet 2023   | Hinterzarten | HS 133  | Annulé pour problèmes financiers | Annulé pour problèmes financiers | Annulé pour problèmes financiers |
| 29 juillet 2023   | Courchevel   | HS 133  | Gregor Deschwanden               | Vladimir Zografski               | Marco Wörgötter                  |
| 30 juillet 2023   | Courchevel   | HS 133  | Vladimir Zografski               | Gregor Deschwanden               | Marco Wörgötter                  |
| 5 août 2023       | Szczyrk      | HS 104  | Vladimir Zografski               | Aleksander Zniszczoł             | Piotr Żyła                       |
| 6 août 2023       | Szczyrk      | HS 104  | Piotr Żyła                       | Vladimir Zografski               | Luca Roth                        |
| 23 septembre 2023 | Râșnov       | HS 97   | Gregor Deschwanden               | Ren Nikaido                      | Fatih Arda İpcioğlu              |
| 24 septembre 2023 | Râșnov       | HS 97   | Vladimir Zografski               | Gregor Deschwanden               | Remo Imhof                       |
| 30 septembre 2023 | Hinzenbach   | HS 90   | Andreas Wellinger                | Stephan Leyhe                    | Daniel Tschofenig                |
| 1er octobre 2023  | Hinzenbach   | HS 90   | Gregor Deschwanden               | Vladimir Zografski               | Daniel Tschofenig                |
| 7 octobre 2023    | Klingenthal  | HS 140  | Manuel Fettner                   | Dawid Kubacki                    | Daniel Tschofenig                |

### Classement
Classement final  :
| Rang | Nom                | Points |
| ---- | ------------------ | ------ |
| 1    | Vladimir Zografski | 604    |
| 2    | Gregor Deschwanden | 582    |
| 3    | Ren Nikaido        | 315    |
| 4    | Piotr Żyła         | 220    |
| 5    | Dawid Kubacki      | 198    |

## Grand Prix féminin

### Calendrier et podiums
| Date              | Lieu         | Épreuve | Vainqueur                        | Deuxième                         | Troisième                        |
| ----------------- | ------------ | ------- | -------------------------------- | -------------------------------- | -------------------------------- |
| 28 juillet 2023   | Hinterzarten | HS 133  | Annulé pour problèmes financiers | Annulé pour problèmes financiers | Annulé pour problèmes financiers |
| 30 juillet 2023   | Hinterzarten | HS 133  | Annulé pour problèmes financiers | Annulé pour problèmes financiers | Annulé pour problèmes financiers |
| 29 juillet 2023   | Courchevel   | HS 133  | Nika Križnar                     | Sara Takanashi                   | Alexandria Loutitt               |
| 30 juillet 2023   | Courchevel   | HS 133  | Nika Križnar                     | Sara Takanashi                   | Alexandria Loutitt               |
| 5 août 2023       | Szczyrk      | HS 104  | Nika Križnar                     | Sara Takanashi                   | Alexandria Loutitt               |
| 6 août 2023       | Szczyrk      | HS 104  | Nika Križnar                     | Nika Prevc                       | Alexandria Loutitt               |
| 23 septembre 2023 | Râșnov       | HS 97   | Nika Križnar                     | Ema Klinec                       | Nozomi Maruyama                  |
| 24 septembre 2023 | Râșnov       | HS 97   | Nika Križnar                     | Ema Klinec                       | Nika Prevc                       |
| 7 octobre 2023    | Klingenthal  | HS 140  | Ema Klinec                       | Nika Križnar                     | Jacqueline Seifriedsberger       |

### Classement
Classement final  :
| Rang | Nom                | Points |
| ---- | ------------------ | ------ |
| 1    | Nika Križnar       | 680    |
| 2    | Sara Takanashi     | 326    |
| 3    | Alexandria Loutitt | 322    |
| 4    | Nika Prevc         | 314    |
| 5    | Ema Klinec         | 260    |

## Mixte
| Date           | Lieu        | Épreuve | Vainqueurs                                                                        | Deuxièmes                                                         | Troisièmes                                                                                 |
| -------------- | ----------- | ------- | --------------------------------------------------------------------------------- | ----------------------------------------------------------------- | ------------------------------------------------------------------------------------------ |
| 8 octobre 2023 | Klingenthal | HS 140  | Allemagne - Selina Freitag - Martin Hamann - Katharina Schmid - Andreas Wellinger | Japon - Sara Takanashi - Ren Nikaido - Yūki Itō - Ryōyū Kobayashi | Autriche - Marita Kramer - Daniel Tschofenig - Jacqueline Seifriedsberger - Manuel Fettner |